# 胡大姑
胡大姑是蒲松龄的短篇小说，收录于《聊斋志异》（1740年首次出版）。故事讲述山東的一个家庭被恶毒的狐狸精作祟，然后他们聘请驱魔人捉走了狐狸精。美國卡内基·梅隆大学教授康笑菲认为，故事中狐狸精是和儿媳相联系的，故事还体现了宗教人士干预家庭生活的民間現象。

## 情节
益都岳姓家族有一只狐狸精作祟，不堪其擾，族長岳于九向狐狸精祈禱求和，狐狸精化身为一位漂亮姑娘出現，岳提议收她為義女以和解，她卻說自己比岳年長，於是岳提議認她為姐姐，此後被岳家人称为「胡大姑」。
然而，胡大姑继续捉弄岳家人，尤其是岳家儿媳，丟掉儿媳的首飾，在儿媳的餐具中放死老鼠等。岳抱怨稱顏鎮的張家也有狐狸精，但就能與張家人和睦相處，還指責胡大姑，岳家尊稱她為大姑，為何她没有长辈的体统？胡大姑則回應，只有岳家儿子离婚并娶她為妻，她才会停止作祟。岳家儿媳生气地骂胡大姑，胡大姑也更生氣地捉弄儿媳，在儿媳坐在衣櫃上時，放火燒衣櫃，並把所有兒媳的衣服燒光，最後，胡大姑在威脅岳家儿子娶她时，用石头击中了兒子的额头，血流如注，差點喪命。
岳家出錢聘请驱魔人李成爻來家中驅除胡大姑，李成爻用黃金粉末研磨的金色顏料畫符念咒，行罡步斗，要書僮拿著綁著長柄的鏡子四處檢視，疑似看到狐狸精的樣貌。最後聚集家中的狗、豬、鴨、雞等牲畜，并鉴定出胡大姑附身在一隻鸡身上，此雞居然說了人話，大叫：「我不敢了！」李成爻看出胡大姑原先以紫姑的身分出現，一家人原本否認家中曾舉行迎接紫姑的儀式，後回憶起，三年前，的确曾製作紫姑傀儡來占卜，也就是从那天起怪事綿綿不絕，於是找到了紫姑傀儡。李成爻燒毀了傀儡，但并没有依照岳家的要求把狐狸精烹殺，而是将此狐狸精裝入瓶子，捉回自己家。
有人称，李成爻捉了很多狐狸精，且把狐狸精派到其他家庭去作祟，以便賺取驅魔費用。

## 解释
“胡”与“狐”谐音。根据安徽和江苏北部传统传说，狐狸精常以三姐妹的姿態現身，称为大姑、二姑和三姑。类似地，在北京，狐狸精被认为作为群体出现，统称为“三姑”或“仙姑老太”。
在故事里狐狸精被识别为“紫姑”（字面意思是“紫衣的姑娘”），是一種廁神，根据许地山的说法，“紫姑”这个名称本身是从六朝时道教对狐狸精的命名中借来的。在中国北方农村地区，女鄉民会透过在厕所中向她的傀儡祈祷，来“邀请”紫姑為人占卜吉凶禍福，作为新年庆祝活动的一部分。

## 主题
康笑菲認為此故事“体现了两种狐狸之间的对比”，即恶毒的狐狸精吓了岳家人，而另一只仁慈的狐狸精住在邻鎮张家人的房子里。因为狐狸精通常也代表財運，所以岳不会立即尝试驱赶狐狸，而是尝试与她协商。康认为岳通过给她提供女儿或姐姐的家庭身份，“尝试将狐狸的力量置于自己控制下，使狐狸为家庭利益服务”。然而，狐狸精要求像岳家的儿媳一样在家庭中有“永久的地位”，这与蒲松龄的时代的普遍观念相呼应：“泼妇和不守规矩的儿媳”是“中国家庭生活中令人不安的因素”。甚至有些人借巫术操纵丈夫并“破坏旧的家庭纽带”。
根据康笑菲的说法，故事还详述了“宗教专业人士如何以驱魔力干预家庭生活”，这是一种精神媒介，李成爻能够驱除狐狸精并夺走其超自然能力的控制权。此外，驱除狐狸精使邪恶与平常的“女性颠覆和威胁的象征”联系在一起，并导致“象征性替罪羊的仪式性暴露”，这对岳及其家人有净化作用，即使可能有问题的儿媳不能得到直接处理。

### 引用
1. ↑  Pu & Sondergard 2008，第1094頁.
2. ↑  Huntington 2020，第102頁.
3. ↑  Kang 2006，第60頁.
4. 1 2  Kang 2006，第112頁.
5. ↑  Kang 2006，第111頁.
6. 1 2  Kang 2006，第108頁.
7. ↑  Kang 2006，第109頁.

### 书目
- Huntington, Rania. . Brill. 2020  [2020-06-21]. ISBN 9781684173822. （原始内容存档于2020-06-07）.
- Kang, Xiaofei. . Columbia University Press. 2006  [2020-06-21]. ISBN 9780231133388. （原始内容存档于2020-06-07）.
- Pu, Songling; Sondergard, Sidney L.  3. Jain Publishing Company. 2008  [2020-06-21]. ISBN 9780895810458. （原始内容存档于2020-06-07）.